# Rhyan White
Rhyan Elizabeth White (ur. 25 stycznia 2000 w Sandy) – amerykańska pływaczka specjalizująca się w stylu grzbietowym, wicemistrzyni olimpijska i mistrzyni świata w sztafecie.

## Kariera
W czerwcu 2021 roku jako pierwsza pływaczka ze stanu Utah zakwalifikowała się na igrzyska olimpijskie.
Miesiąc później podczas igrzysk olimpijskich w Tokio płynęła w wyścigu eliminacyjnym sztafet 4 × 100 m stylem zmiennym i otrzymała srebrny medal, kiedy Amerykanki zajęły w finale drugie miejsce. W konkurencji 100 m stylem grzbietowym była czwarta z czasem 58,43. Na dwukrotnie dłuższym dystansie również uplasowała się na czwartej pozycji (2:06,39).